# Rundkino
Il Rundkino è uno degli edifici simbolo della città di Dresda, in Germania. È ubicato in Prager Straße. Di forma circolare, come si desume anche dalla denominazione, ha un diametro di 50 metri e altezza di 20.

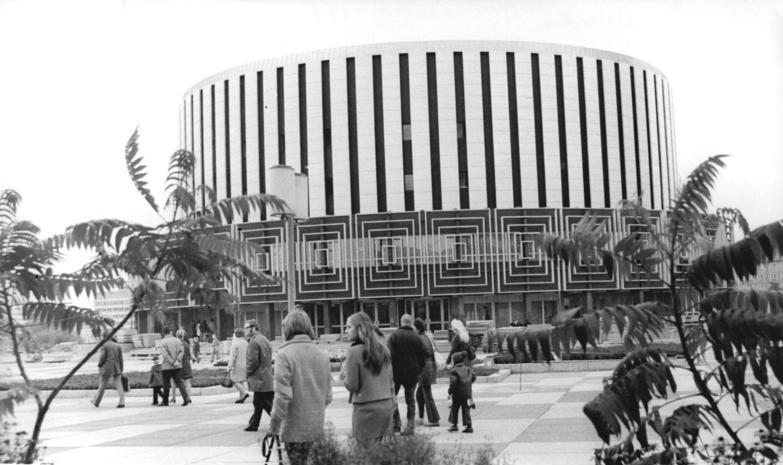
Il Rundkino poco dopo l'inaugurazione, 1972.

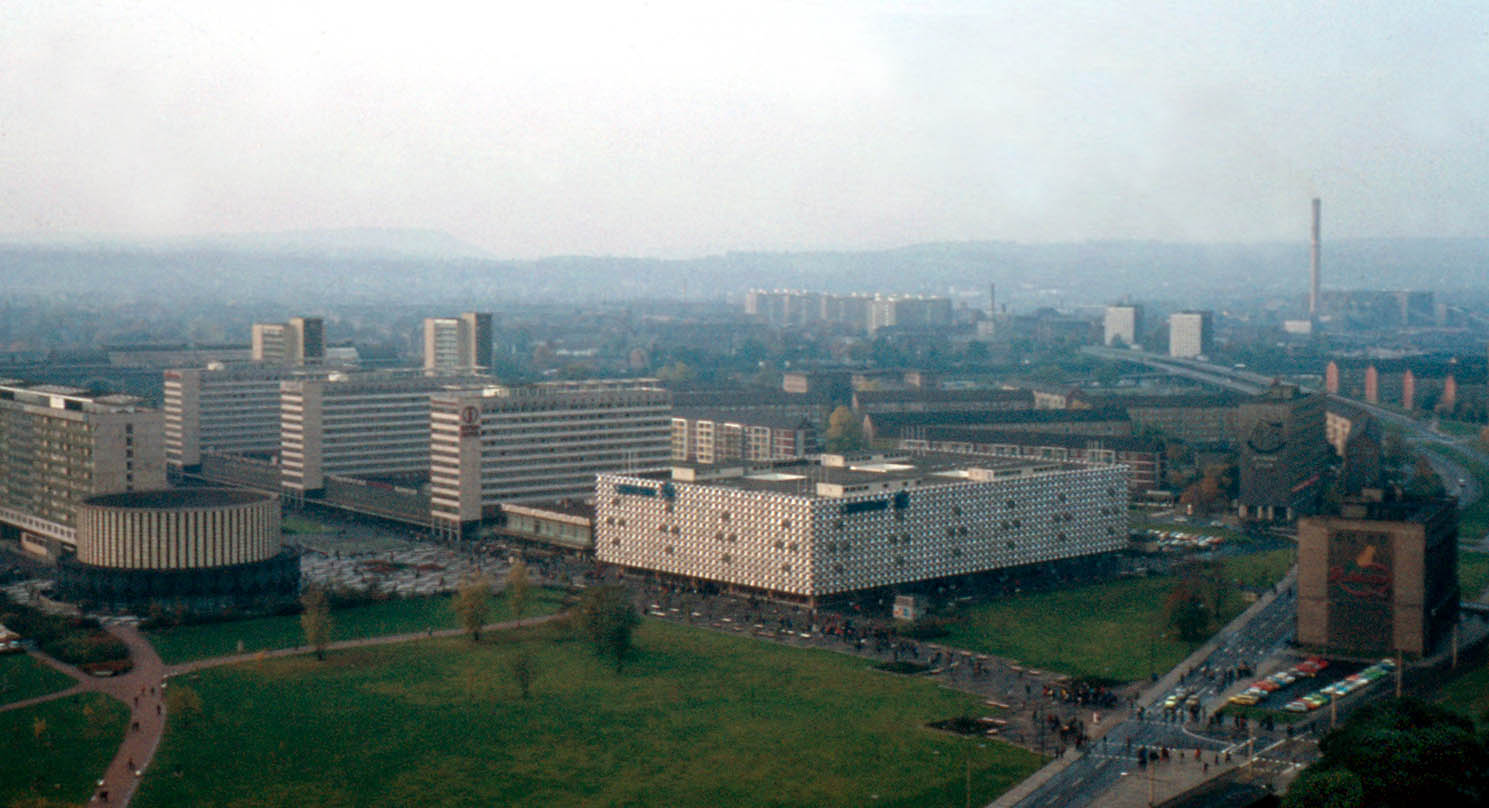
Vista dall'alto della Prager Straße di Dresda, con il Rundkino sulla sinistra, 1980.

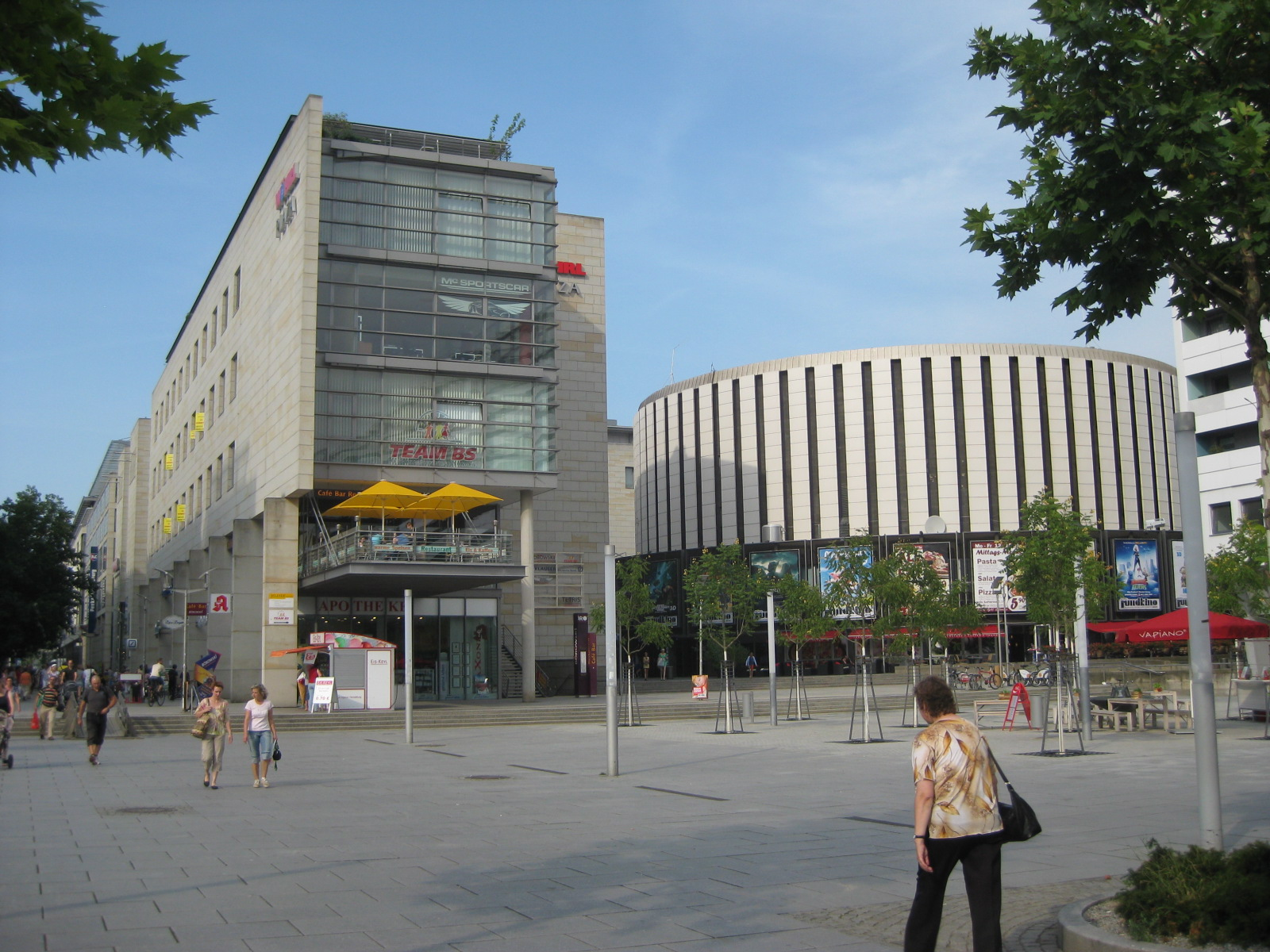
Il centro commerciale Wöhrl-Plaza, aperto durante gli anni Novanta del XX secolo.

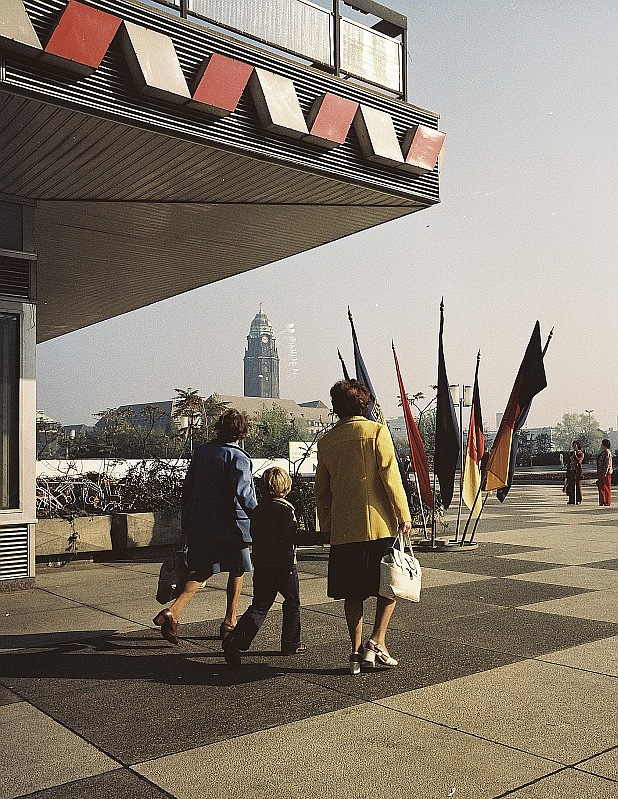
Vista a colori dal cinema verso il Rathaus (Municipio cittadino), 1975.

Si tratta del terzo edificio di forma cilindrica realizzato nell'allora Repubblica Democratica Tedesca, e del primo di questi adibito a funzione pubblica. La sua architettura e, in particolare, la sua Große Saal - capace di ospitare 898 posti a sedere - fanno del Rundkino uno dei più importanti ed interessanti edifici del cosiddetto Nachkriegsmoderne (modernismo post-guerra) cittadino. La Große Saal, attualmente attrezzata anche per il cinema 3D, rappresenta una delle più capienti sale di proiezione cinematografica dell'intera Germania.
All'interno dell'edificio, oltre alla grossa sala, si trovano un teatro per le marionette, parte del Theater Junge Generation. In occasione di grandi eventi ospitati dalla Technische Universität Dresden, l'Università cittadina, il Rundkino serve inoltre come sala per congressi e conferenze.

## Storia

### Progettazione e costruzione
Per la realizzazione di un nuovo cinema a Dresda venne indetto, nel 1966, un concorso di idee: l'edificio avrebbe dovuto essere progettato in contrasto con gli edifici dalla marcata connotazione quadrangolare dell'intorno. Tra i progetti proposti, la scelta si ridusse tra quello presentato da Heinz Kästner, Peter Thieme e Wilfried Irmier - basato su giochi di linee curve - ed il progetto a pianta circolare portato da Manfred Fasold e Winfried Sziegoleit. Quest'ultimo venne infine scelto come vincitore.
Dopo le prime opere di preparazione e scavo, si diede ufficiale inizio ai lavori il 22 ottobre del 1969. La progettazione è stata curata dal Baukombinat cittadino, mentre la costruzione fu ad opera della VEB BMK Kohle und Energie. La cerimonia di inaugurazione fu fissata per il 7 ottobre del 1972, festa nazionale in quanto "Giorno della Repubblica" dell'allora Germania Est.
Il Filmtheater Prager Straße sarebbe divenuta la „Erstaufführungshaus für den Bezirk Dresden“. Il costo per la realizzazione, a lavori finiti, si aggirò intorno ai 14,8 milioni di marchi della Repubblica Democratica Tedesca. Originariamente la Große Saal al primo piano ospitava 1018 posti, cui si aggiungevano i 132 posti della piccola sala posta al piano terreno.

### Attività ed ampliamento
Il cinema fu utilizzato ai tempi della Repubblica Democratica Tedesca - come previsto originariamente - come sala di presentazione delle prime cinematografiche per il Distretto di Dresda (Bezirk Dresden). Il cinema era attrezzato per la riproduzione anche di pellicole in formato 70 millimetri, formato spesso utilizzato nelle pellicole di produzione sovietica. La Große Saal veniva inoltre adibita ad auditorium per ospitare concerti di musica rock o del tradizionale Schlager, incontri per gente di varie età, per ospitare le cerimonie della Jugendweihe o il famoso Festival Dixieland cittadino. Durante gli anni ottanta del XX secolo fu uno dei pochi cinema dell'allora Germania Est ad essere dotato di Dolby Stereo.
Nel 1990, in seguito all'opera di smantellamento e privatizzazione delle strutture pubbliche della DDR, fu acquistato dalla casa di produzione Universum Film AG (nota anche come UFA), che dal 1º aprile 1991 riprese le proiezioni.
Con i lavori di ristrutturazione intrapresi in seguito al passaggio di proprietà, i locali-deposito del piano interrato sono stati a loro volta convertiti in sale cinematografiche. La nuova riorganizzazione portò alla denominazione in Saal 1 della grande sala al piano superiore, Saal 2 della piccola sala al pianterreno e in Säle 3–7 di quelle ricavate nell'interrato, le cui capienze variano da un minimo di 96 ad un massimo di 332 posti a sedere. Queste, sommate alle otto sale da proiezione realizzate nel vicino edificio Ufa-Kristallpalast (inaugurato il 26 marzo 1998 e appartenente alla stessa proprietà), raggiungono il totale di 15 sale, per il principale polo cinematografico della città.
Tra il 1995 ed il 1996 venne realizzato tra il Rundkino e la Prager Straße un nuovo centro commerciale, il Wöhrl-Plaza, complesso di proprietà della Tetris Grundbesitz GmbH (luglio 2011). Questo edificio copre la vista sul cinema dalla strada, isolandolo come in una corte chiusa. Ciononostante, il Rundkino rimase fino al 1997 il cinema più frequentato di Germania, in quanto l'unico della città di Dresda a proiettare i grandi blockbusters. Poco tempo dopo ebbe inizio un ulteriore rinnovamento del cinema: la sala principale è stata rimodernata nell'aspetto (colorata di rosso) e nella tecnologia e sono state installate nuove poltroncine per le sale interrate. Come controparte al permesso di costruzione per il vicino Kristallpalast, è stato concesso alla municipalità l'utilizzo gratuito del Teatro delle Marionette.

### Fallimento e riapertura
Tra il 1997 ed il 2000 aprirono in città tre nuovi cinema multisala, che incrementarono di ben 6000 unità la quantità di posti a sedere disponibili a Dresda: i complessi UCI, Bofimax (divenuto in seguito Metropolis e chiuso nel 2010) e Cinemaxx richiamarono un enorme numero di spettatori. In aggiunta, i livelli inferiori del Rundkino vennero fortemente danneggiati dall'alluvione dell'agosto 2002, con la conseguente perdita di agibilità per tutte le sale poste al piano interrato. Nell'ottobre dello stesso anno la UFA Theater GmbH & CO KG - società incaricata della gestione del cinema - fu dichiarata insolvente.
Il primo aprile del 2003 il complesso passò sotto la gestione della società di Lubecca Kinogruppe Kieft & Kieft. Tuttavia, a causa di una clausola controversa nel contratto, non fu possibile proiettare alcuna pellicola. Prende in contemporanea piede l'iniziativa Rundkino revisited, curata a partire dal 2005 dall'associazione Rundkino Dresden e.V. Nel maggio del 2004, anche la società proprietaria del complesso, la
UFA Theater AG viene dichiarata insolvente e conseguentemente si conclude il contratto con il Kinogruppe Kieft & Kieft.
Dall'autunno del 2003 l'edificio è posto sotto tutela monumentale.
Nel febbraio 2007 il cinema venne acquistato dalla Tetris GmbH & Co. KG - la società proprietaria del vicino centro commerciale Wöhrl-Plaza - e riaprì i battenti poco tempo dopo, il 29 marzo con, tra le novità, anche una sala per le proiezioni in 3D da 898 posti a sedere. La nuova denominazione fu quella di Cinemagnum Fantasia Film GmbH. Nel 2008 il Cinema fu ulteriormente rinnovato con lavori da 2,5 milioni di euro: dal 5 novembre sono tornate disponibili le sale al piano interrato (oltre 500 posti) in quello che è stato ridefinito il Neues Rundkino.

## Architettura
Il Rundkino fu progettato dagli architetti tedesco-orientali Manfred Fasols e Winfried Sziegoleit - mentre la realizzazione fu seguita da Gerhard Landgraf e Waltraud Heischkel - e con i suoi 50 metri di diametro e i 20 di altezza, il cinema si presenta sicuramente come un edificio non convenzionale. Il piano terra, circolare e dal diametro maggiore, è delimitato da vetrate, con bordi in pietra. Esterne al piano sono installate strutture decorative metalliche in acciaio, disegnate dal grafico Gerhard Papstein, originario proprio della città di Dresda. La sala principale è ospitata all'interno del cilindro svettante, leggermente rastremato e rivestito con pannelli di alluminio smaltato. Il cilindro venne realizzato con calcestruzzo gettato in loco in casseforme.
La complessa struttura di copertura fu curata direttamente dall'Accademia di costruzioni di Berlino. Si tratta di una tensostruttura, composta da 96 raggi metallici posti in tensione: gli interstizi sono stati quindi riempiti con elementi prefabbricati in calcestruzzo e la copertura unificata da uno strato di cls gettato in opera. La copertura del Rundkino è raggiungibile a piedi e calpestabile.
Theo Wagenführ si occupò della cura degli interni originari. Prima dei rinnovamenti effettuati durante gli anni novanta del XX secolo, al piano terra erano ospitati un guardaroba, le casse ed un teatro. Le pareti del piano terra erano rivestite con lastre di arenaria chiara proveniente dalla Bulgaria, incorniciate con elementi in acciaio inossidabile.
Tramite un'ampia scala - libera da agganci con le murature - si giunge al piano superiore, dove è ospitata la Sala principale. Al soffitto di questa, rivestito con elementi lignei, sono appese ben 638 lampade. Originariamente l'interno era decorato con tubolari in acciaio e rivestimenti di colore rosso.
Lo schermo, concavo, è alto 9,2 metri e largo 21. Quattro scali minori incurvate conducono al retro del guardaroba e ad uscite separate. Si trova inoltre al piano superiore un secondo foyer, originariamente attrezzato con poltrone in pelle scura, dove erano allestite piccole mostre temporanee. In seguito vennero trasferiti al piano superiore anche alcuni uffici.